# (65159) Sprowls
(65159) Sprowls est un astéroïde de la ceinture principale.

## Description
(65159) Sprowls est un astéroïde de la ceinture principale. Il fut découvert le 14 février 2002 à l'observatoire Cordell-Lorenz par Douglas Tybor Durig. Il présente une orbite caractérisée par un demi-grand axe de 3,06 UA, une excentricité de 0,04 et une inclinaison de 10,7° par rapport à l'écliptique.

## Compléments